# Municipio de Tepatlaxco
El municipio de Tepatlaxco se encuentra en el estado mexicano de Veracruz, es uno de los 212 municipios de la entidad y tiene su ubicación en la zona centro del Estado. Sus coordenadas son 19°04’ latitud norte, longitud oeste de 96°51’ y cuenta con una altura que van desde los 780 m s. n. m. hasta los 1750 m s. n. m. . Su cabecera es la localidad de Tepatlaxco.
El municipio lo conforman doce localidades en las que habitan 8249 personas. Cuenta con servicios de transporte, así como con centros 

## Localidades
- 001 - Tepatlaxco
- 002 - Alta Luz del Castillo
- 003 - Buena Vista
- 004 - Cañada Azul
- 005 - La Palma
- 006 - Palo Gacho
- 007 - El Pedregal
- 008 - San José Tenejapa
- 009 - El Triunfo
- 010 - Tercera Manzana
- 011 - Las Águilas
- 012 - Ejido Sonora

## Límites
- Norte: Huatusco y Zentla.
- Sur: Atoyac.
- Este: Paso del Macho y Zentla.
- Oeste: Ixhuatlán del Café.

## Clima
El clima del municipio es frío, templado y tropical, con una temperatura en la zona baja del municipio de 17 °C y en la zona alta de 12 °C durante invierno, las lluvias son abundantes a principios del otoño, con menor intensidad en invierno. Durante el verano se alcanzan temperaturas de 35 °C en la zona baja y 28 °C en la zona alta.

## Cultura
Tepatlaxco en los días del 18 al 20 de marzo, celebra la fiesta religiosa en honor San José, patrono de la congregación de San José Tenejapa. El 7 y el 8 de diciembre se lleva a cabo la fiesta patronal de La Palma, además de contar con una hermosa virgen en el cerro de esta comunidad dándole una excelente vista del municipio; y la máxima fiesta de los tepatlaxqueños es en los días 10 y 11 de noviembre en la cabecera municipal el triunfo cada  11 y 12 de diciembre celebrando ala virjen de Guadalupe ,esta última siendo reconocida estatalmente como una de las mejores fiesta patronales por su cultura tradición, color y sabor esta es la fiesta titular del municipio en honor a San Martín Obispo, patrono del pueblo.